# خوسيه نييتو
خوسيه مورينو نييتو (بالإسبانية: José Moreno Nieto)‏ (1825 – 1882) هو مستشرق أسباني.
ولد في مقاطعة بطليوس ودَرَس القانون في جامعة طليطلة. كتب كتاب «نحو اللغة العربية» طبع في سنة 1872.